# Аббот, Чарлз, 1-й барон Колчестер
Чарлз Аббот Колчестер (собственно Чарлз Аббот, по возведении в дворянское достоинство 1-й барон Колчестер, англ. Charles Abbot, 1st Baron Colchester; 14 октября 1757 — 8 мая 1829) — британский государственный деятель.
Получил юридическое образование в Оксфорде, занимался адвокатской и судебной деятельностью. Разработал схему унификации законодательной системы Уэльса с законодательством Англии. С 1795 года — член Палаты общин британского парламента, примкнул к партии тори. В 1801 году он был назначен статс-секретарём Ирландии, а с 1802 по 1817 годы был спикером палаты. После отставки по состоянию здоровье возведён в баронский титул.